# چویول (بوتان)
چویول (به لاتین: Chuyul) یک منطقهٔ مسکونی در بوتان (کشور) است که در استان پارو واقع شده‌است.